# Wanchong (köpinghuvudort i Kina, Jiangxi Sheng, lat 27,21, long 115,70)
Wanchong är en köpinghuvudort i Kina. Den ligger i provinsen Jiangxi, i den sydöstra delen av landet, omkring 160 kilometer söder om provinshuvudstaden Nanchang. Antalet invånare är 13 939. Befolkningen består av 6 581 kvinnor och 7 358 män. Barn under 15 år utgör 27,0 %, vuxna 15-64 år 65 %, och äldre över 65 år 6,0 %.
Runt Wanchong är det ganska tätbefolkat, med 139 invånare per kvadratkilometer. Närmaste större samhälle är Tengtian, 15,5 km söder om Wanchong. Trakten runt Wanchong består till största delen av jordbruksmark.
Genomsnittlig årsnederbörd är 2 221 millimeter. Den regnigaste månaden är juni, med i genomsnitt 358 mm nederbörd, och den torraste är oktober, med 20 mm nederbörd.